# Polyrhachis basirufa
Polyrhachis basirufa é uma espécie de formiga do gênero Polyrhachis, pertencente à subfamília Formicinae.